# 情景歌剧
情景歌剧（operama）是歌剧和戲劇合并而成的新用语，是基本的古典音乐剧中融合了现代情景剧的演绎后再创作的艺术篇章，不仅仅是场演出(Perfomance)，也包含了文字(Colomn)、图片、声源、影像和教育等等。随着情节歌剧影响力的扩张和认同，2012年3月获得了大韩民国专利局专利号为41-0228225音乐演出制作产业等103件的许可。

## 特征
第1，抛开歌剧所拥有的传统对白和演技，也就是转变成大众所希望的“现代演技”与“台词”并用韩语的方式与观众进行沟通。
第2，歌剧里登场人物所演奏的咏唱曲完全按照原曲形式呈现演出。
第3，情景歌剧是融合了“人文学”与“民族性”的演出形式，这也是它的价值所在。
情景歌剧的目的是通过演出与现代人之间的沟通从而表现超越时代的艺术体验和感动。舞台上的艺术家和观众席上的观众用共同民族的哲学和情绪开启“共鸣的篇章”。

## 情景歌剧的构成要素
音乐要素
文化要素（台词，字母，解说演员）
话剧要素（话剧的构成，演技）
美术要素（舞台装饰，服装）
舞蹈等结合而成的综合舞台艺术。
剧本
字母
解说演员
咏唱与吟诵
序曲与间奏曲
集体演奏
合唱
声乐家与声部
芭蕾

## 与歌剧的区别
“情景歌剧”保留了“歌剧”的音乐部分，但在戏剧部分里有明显的区别。抛开歌剧的传统演技，实现大众所希望的“现代演技”与“台词”，与解说演员一起进入客观并多样的演出世界中。

## 代表性情景歌剧
“男中音Jungkyung的 情景歌剧”。